# Andrew L. Skoog
Anders "Andrew" L. Skoog, född 17 december 1856 i Gunnarskogs socken, Värmlands län, död 30 oktober 1934 i Minneapolis, var predikant i Svenska Missionsförbundet i USA samt tonsättare och psalmförfattare. 
Skoog förekommer under signaturen "A. L. S.". Hans verk finns bland annat i Herde-Rösten 1892, Hjärtesånger 1895, Svenska Missionsförbundets sångbok 1920 (SMF 1920) och Frälsningsarméns sångbok 1990. Tillsammans med J. A. Hultman gav han 1896 ut sångsamlingen Jubelklangen. Han var redaktör för månatliga sångtidningen "Gittit" i USA och utgav där Ancora 1901 en samling andliga sånger arrangerade för blandad kör.
Andrew Skoog var son till skräddaren Anders Jonsson. Efter att från tioårsåldern gått i lära hos fadern följde han 1869 sin mor och sina syskon till Saint Paul, Minnesota, där fadern ett år tidigare slagit sig ned. Han skolgång blev bristande. Största intresset var musik, och genom självstudier blev Skoog en god orgelspelare. Under predikanten Erik August Skogsberghs besök i Saint Paul 1877 genomgick han en religiös omvändelse och var sedan under två år organist och sångledare hos de svenska missionsvännerna (Swedish Mission Friends) i staden, under det han försörjde sig som skräddare. 1879 blev han organist och körledare hos Skogsbergh i Tabernakelförsamlingen i Chicago, och 1885 följde han denne till Tabernakelförsamlingen i Minneapolis, där han dessutom biträdde vid utgivandet av Svenska Härolden (senare Veckobladet). Under 30 år var han ledare för församlingens söndagsskolverksamhet. Sin organisttjänst behöll han till 1916. 1919–1925 vah han körledare i Bethany Church i Minnepolis. Han var en av grundarna av den kristliga högskolan Minnehaha Academy i Minneapolis. I början av 1880-talet började Skoog en verksamhet som kompositör och arrangör av andliga sånger, som gjorde honom känd och uppskattad bland generationer av svenskamerikaner. Den första av honom utgivna samlingen sånger var Evangelii basun (del 1, tillsammans med E. A. Skogsbergh 1881, del 2 1883). Senare utkom genom hans försorg ytterligare ett stort antal hymnböcker, dels för körbruk, dels för hem och söndagsskola. Skoogs egna sånger (både text och musik) uppgår till ett sjuttiotal. 1892–1908 utgav han en musikalisk månadsskift Gittit. I Tonstudier (1902) lämnade han undervisning och råd åt körsångare och sångledare.

## Psalmer
- Bliv kvar hos mig - se dagens slut är när Finns på Wikisource.
- Day by day (and with each passing moment) Finns på Wikisource.
- De samlas nu hem ifrån hvarje land översatt Mary Leslies text. I Herde-Rösten 1892 nr 203 med rubriken "Vi samlas nu hem".
- Det skall ske vad som står skrivet komponerat melodin.
- Har du funnit den kostliga pärlan komponerat melodin. (En ny melodi komponerades av Johannes Alfred Hultman för Solskenssånger 1923. Finns på Wikisource.
- Härlig den natten, nr 45 Hjärtesånger 1895 under rubriken "Julsånger". Finns på Wikisource.
- Jag vandrar genom skuggornas land nr 85 i Svensk söndagsskolsångbok 1908
- Jag vet en skön och helig mark Finns på Wikisource.
- Lofven Gud med glädjesång, i Herde-Rösten 1892 nr 175 med titeln "Davids 150:de Psalm" under rubriken "Lof och tacksägelse". Finns på Wikisource.
- Låt synden ej råda Finns på Wikisource.
- Nu har fågeln funnit sitt näste text och melodi. Melodin används också till Det skall ske, vad som står skrivet = "Det tusenåriga riket".
- O, hur stort att tro på Jesus uti unga år, nr 249 Hjärtesånger 1895 under rubriken "Barnsånger. Finns på Wikisource.
- O, jag har en vän, som älskar mig Herde-Rösten 1892 nr 13 med rubriken "Han är mig när" och nr 113 i Hjärtesånger 1895 under rubriken "Om frälsning från synden".
- Se, snart kommer Jesus för att hämta sin brud (FA:s sångbok 1990, nr. 861)
- Snart randas en dag, så härlig och stor. I Herde-Rösten 1892 nr 13 och SMF 1920 nr 736
- Vi en pilgrimsskara glad text av Hjalmar Sundqvist "Hieronymus" och melodi av Andrew L. Skoog. (s. 32 i Ancora, utdrag ur Gittit, 1901, samt Solskenssånger III nr 256).